# Brisa Bruggesser
Pour les articles homonymes, voir Bruggesser.
Brisa Bruggesser née le 25 juillet 2002, est une joueuse de hockey sur gazon argentine. Elle évolue au poste d'attaquante à Club Los 50 et avec l'équipe nationale argentine.

## Biographie
- Née à Tandil dans la province de Buenos Aires.

## Carrière
- Elle a été appelée en équipe première en 2019 pour concourir aux Ligues professionnelles 2020-2021 et 2021-2022 sans jouer le moindre match[2].

## Palmarès
- : 1re aux Jeux olympiques de la jeunesse en 2018.
- : 2e à la Ligue professionnelle 2020-2021.
- : 1re à la Ligue professionnelle 2021-2022.